# Pentopetia ecoronata
Pentopetia ecoronata är en oleanderväxtart som beskrevs av J. Klackenberg. Pentopetia ecoronata ingår i släktet Pentopetia och familjen oleanderväxter. Inga underarter finns listade i Catalogue of Life.